# Mount Sacagawea
Der Mount Sacagawea ist mit einer Höhe von 4136 Metern der siebthöchste Berg des US-Bundesstaates Wyoming und der sechsthöchste der Wind River Range im Westen des Bundesstaates. Er liegt auf der kontinentalen Wasserscheide am Hauptkamm der Gebirgskette, nördlich des Fremont Peak und südlich des Mount Helen. An der Ostflanke des Berges liegen mit dem Upper Fremont Glacier und dem Sacagawea Glacier zwei der größten Gletscher der Wind River Range. Die Gegend um den Mount Sacagawea ist vollständig als Wildnis-Schutzgebiet ausgewiesen – der Berg liegt innerhalb der Grenzen der Bridger Wilderness des Bridger-Teton National Forest sowie der Fitzpatrick Wilderness des Shoshone National Forest. Benannt wurde er nach Sacagawea, einer Shoshone-Indianerin, die die Lewis-und-Clark-Expedition als Dolmetscherin und Führerin begleitete. Die Erstbesteigung des Mount Sacagawea erfolgte im Jahr 1926 durch Eleanor Davis, Albert Ellingwood, Stephen Hart und Marion Warner.

## Galerie

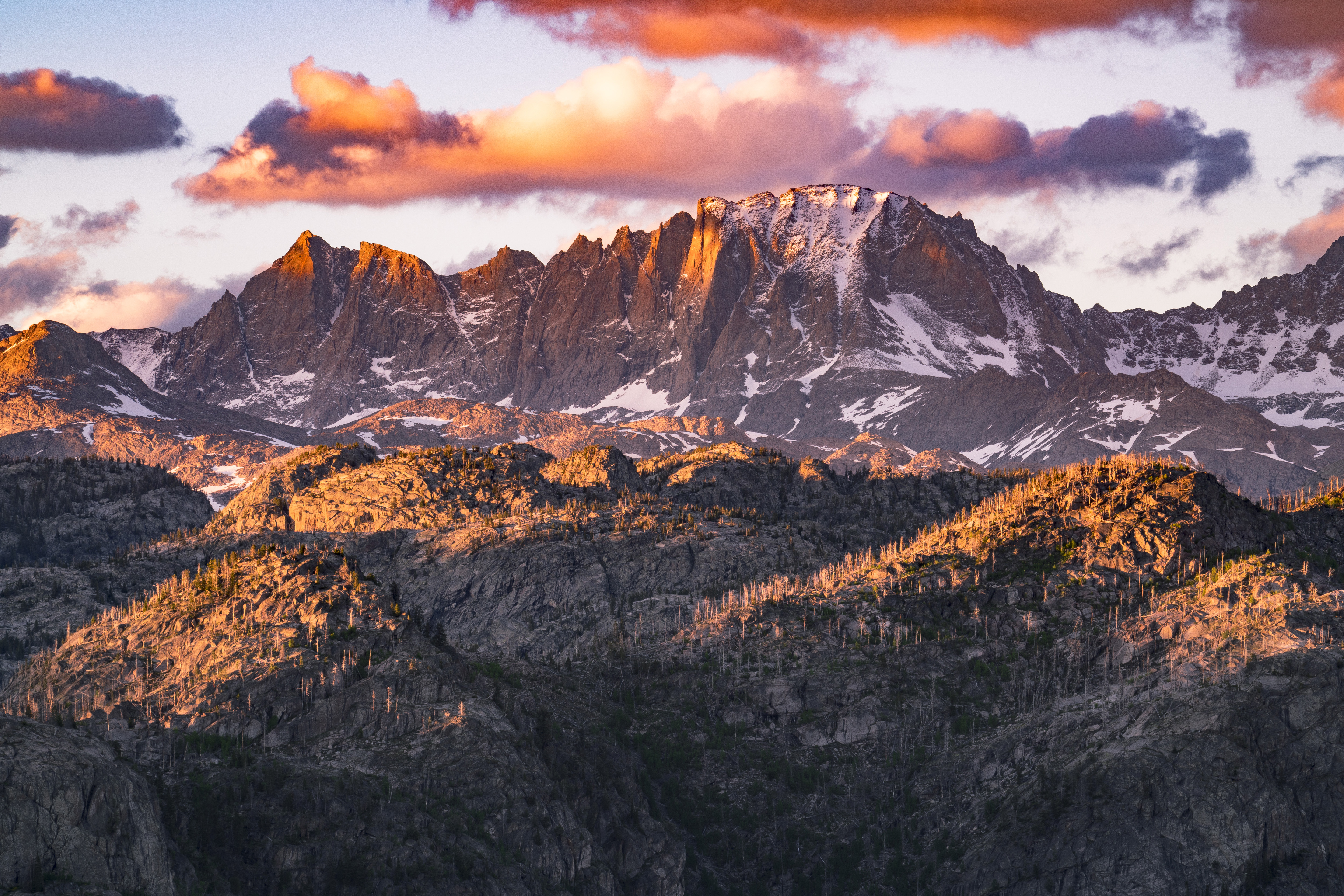
Mount Sacagawea und Fremont Peak
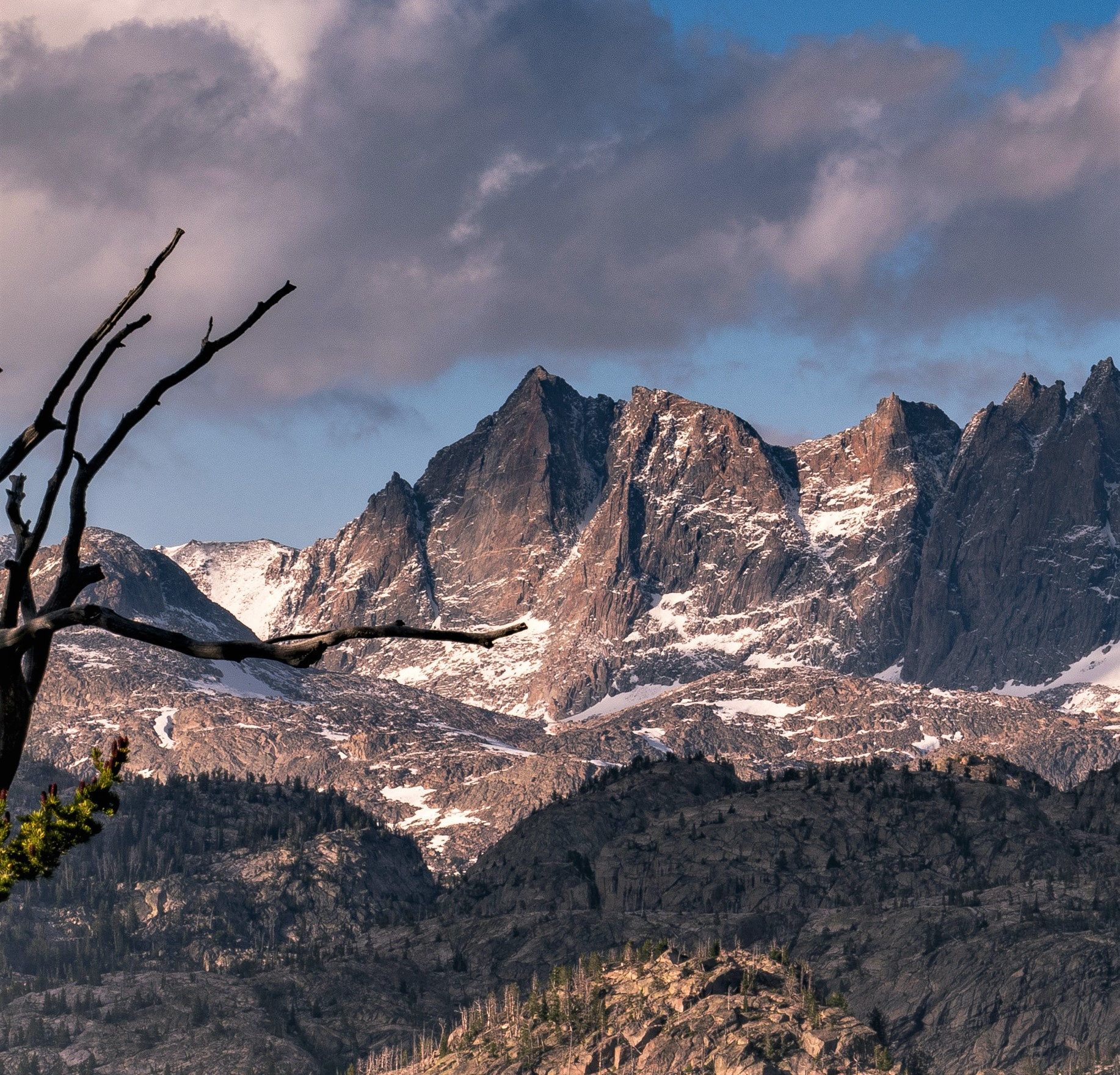
Mount Sacagawea
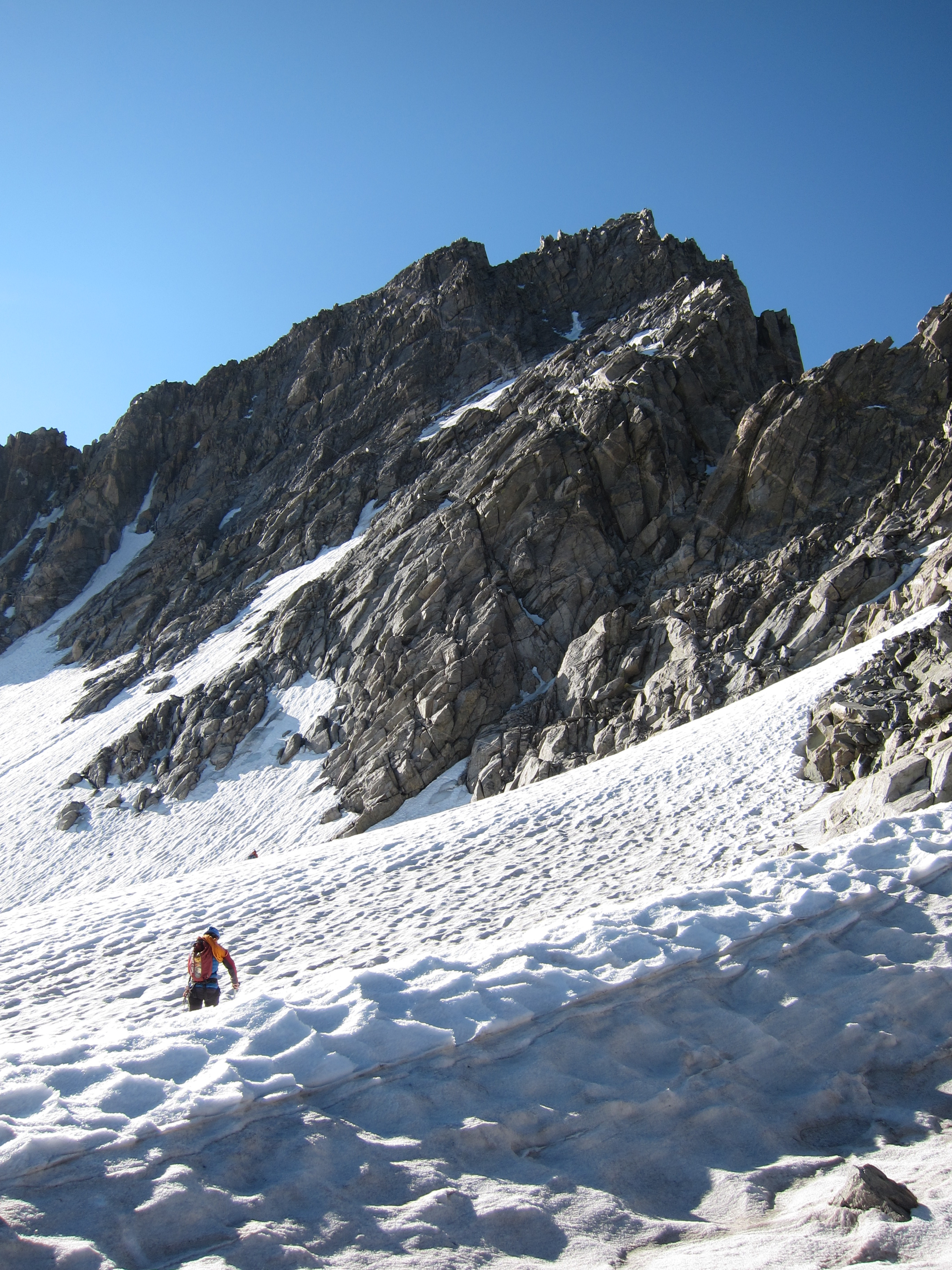
Mount Sacagawea über dem Sacagawea Glacier

## Belege
1. 1 2  Mount Sacagawea - Peakbagger.com. Abgerufen am 4. April 2024.
2. ↑  Wind River Range - Peakbagger.com. Abgerufen am 4. April 2024.
3. ↑  Fremont Peak North, WY. TopoQuest, abgerufen am 4. April 2024.